# Hüseyin Kalpar
Hüseyin Kalpar (* 25. Februar 1955 in Gaziantep) ist ein ehemaliger türkischer Fußballspieler und aktueller Trainer. Durch seine Fußballer- und Trainerzeit bei Gaziantepspor wird er mit diesem Verein assoziiert. So war er sowohl als Spieler als auch als Trainer an einigen der größten Erfolge der Klubgeschichte beteiligt. Als Trainer ist überwiegend bei Vereinen der TFF 1. Lig tätig.

## Spielerkarriere
Kalpar spielte nahezu seine gesamte Profifußballerkarriere bei Gaziantepspor. Mit diesem Verein gelang ihm in der Saison 1978/79 die Meisterschaft der TFF 1. Lig und damit der direkte Aufstieg in die Süper Lig. Zur Spielzeit 1980/81 erreichte man überraschend den 4. Platz in der Süper Lig und schaffte damit die bis dato beste Erstligaplatzierung der Klubgeschichte. Für Gaziantepspor spielte er bis zum Ende der Spielzeit 1983/84. Nachdem seine Tätigkeit für die Saison 1984/85 undokumentiert geblieben ist, setzte er ab Sommer 1986 seine Karriere beim osttürkischen Zweitligisten Vanspor fort.

## Trainerkarriere
Durch das zureden seines ehemaligen Mannschaftskollegen Sakıp Özberk startete Kalpar seine Trainerlaufbahn als Co-Trainer von Özberk bei Gaziantepspor. Hier assistierte er Özberk drei Spielzeiten lang. Anschließend arbeitete er mit Özberk bei Altay İzmir.
Zur Saison 1998/99 nahm er das Angebot, Gaziantepspor als Cheftrainer zu betreuen, an und belegte mit dem Verein zum Saisonende den siebten Tabellenplatz der Süper Lig. Die nächste Spielzeit ging er nach dem zweiten Spieltag mit seinem Verein getrennte Wege. Ihn ersetzte sein ehemaliger Cheftrainer und Mentor Sakıp Özberk.
Nach zwei Monaten Pause übernahm er das Traineramt beim Zweitligisten Yimpaş Yozgatspor. Mit diesem zentralanatolischen Klub erreichte er zum Saisonende die Meisterschaft der TFF 1. Lig und damit den direkten Aufstieg in die Süper Lig. In dieser Liga, der höchsten türkischen Spielklasse, gelang ihm mit dem Süper-Lig-Neuling in der ersten Erstligasaison überraschend der siebte Tabellenplatz. Zum Saisonende trennte er sich trotz dieses Erfolges von dem Verein.
Zur Saison 2001/02 heuerte er beim Süper-Ligisten Antalyaspor an. Diesen Verein trainierte er lediglich neun Spieltage und verließ ihn dann. Unmittelbar danach übernahm er den Ligakonkurrenten Diyarbakırspor. Bei diesem Team war er bis zum siebten Spieltag der Saison 2002/03 tätig.
Im Februar 2003 heuerte beim Erstligisten Altay İzmir an und verpasste mit diesem Verein zum Saisonende den Klassenerhalt. Der Verein entschied sich, dennoch auch die kommende Spielzeit mit Kalpar zu arbeiten. Nachdem man die Spielzeit 2003/2004 weit entfernt von einem Aufstiegsplatz beendet hatte, trennte man sich von Kalpar.
Zur Spielzeit 2003/04 übernahm er Bursaspor und trainierte diesen bis zum März 2004.
Die nächste Spielzeit wurde er ein zweites Mal Cheftrainer von Diyarbakırspor. Nachdem er hier in sieben Spielen vier Niederlagen davon drei in Folge kassierte, wurde er vom Klub entlassen.
Im Anschluss an diese Tätigkeit übernahm er zur Winterpause seinen alten Verein Gaziantepspor. Auch hier erzielte er in fünf Spielen vier Niederlagen und ein Unentschieden. Als Konsequenz trennte sich der Verein sich von Kalpar.
Zur Saison 2006/07 übernahm er den Zweitligisten Sarıyer SK. Diesen Verein trainierte er eine Spielzeit und trennte sich nach dem verpassten Aufstieg von diesem.
Im März übernahm er von Mustafa Kemal Kılıç den in der TFF 2. Lig spielenden Traditionsklub Adanaspor. Kalpar brachte den Verein, der von den Aufstiegsplätzen abgeschlagen war, mit fünf Siegen wieder an die Tabellenspitze. Wegen Unstimmigkeiten verließ er den Verein zwei Spieltage vor Saisonende. Der Verein feierte unter dem Interimstrainer Eyüp Arın die Meisterschaft der TFF 2. Lig und damit den direkten Aufstieg in die TFF 1. Lig.
Im Sommer 2008 einigte er sich mit dem Zweitligisten Sakaryaspor, trennte sich aber bereits nach drei Spieltagen von diesem.
Im Oktober 2009 übernahm er bei Samsunspor das Traineramt. Mit dem Zweitligisten sicherte er sich zum Saisonende den Klassenerhalt. In der Spielzeit 2010/11 wurde er dann mit Samsunspor Vizemeister und stieg in die Süper Lig auf. Nachdem es zur Sommerpause mit dem frisch gewählten neuen Vorstand zu Unstimmigkeiten gekommen war, gab er seinen Rücktritt bekannt.
Am gleichen Tag unterschrieb er mit dem Zweitligisten Çaykur Rizespor einen Einjahresvertrag. Nachdem er mit diesem Verein über lange Zeit die Tabelle anführte, bot er dem Präsidium nach einer Niederlage gegen Elazığspor seinen Rücktritt an. Das Präsidium willigte ein und ersetzte Kalplar durch Giray Bulak.
Am 26. April 2012 ersetzte er beim stark abstiegsbedrohten Zweitligisten Göztepe Izmir den zurückgetretenen Cihat Arslan. Mit zwei Siegen in den ersten zwei Spielen sicherte er dem Verein den Klassenerhalt. Nach einem enttäuschenden Start in die Saison 2012/13 gab er nach einem Gespräch mit dem Vereinsvorstand am 15. Oktober 2012 seinen Rücktritt bekannt.
Zum Sommer 2013 wurde Kalpar bei Samsunspor als neuer Trainer vorgestellt. Da aber der alte Trainer Besim Durmuş einen noch bis zum Sommer 2014 laufenden Zweijahresvertrag mit Samsunspor besaß, konnte die Einigung mit Kalpar nicht in einen Vertrag festgehalten werden. Einige Wochen nach diesen Entwicklungen einigten sich Durmuş und Samsunspor auf eine Vertragsauflösung. Zwei Tage nach dieser Vertragsauflösung unterschrieb dann Kalpar bei Samsunspor. Kalpar führte den sich in großen finanziellen Engpässen befindlichen Verein bis ins Playoff-Finale der TFF 1. Lig. In diesem unterlag seine Mannschaft Mersin İdman Yurdu und verpasste schließlich die letzte Aufstiegsmöglichkeit in die Süper Lig. Am Saisonende verließ er den Verein zum Vertragsende.
Vor dem 13. Spieltag der türkischen Zweitligasaison 2014/15 übernahm Kalpar Albimo Alanyaspor. Mit diesem Klub beendete er die reguläre Ligaphase auf dem 3. Tabellenplatz und sicherte sich die Teilnahme an der Play-off-Phase der Liga. In den Play-offs unterlag Kalpars Mannschaft seiner vorherigen Mannschaft Samsunspor.
Nachdem Kalpar und Alanyaspor keine Einigung über die Fortsetzung seiner Tätigkeit über den Sommer 2015 hinaus erzielen konnten, übernahm er für die kommende Saison Kardemir Karabükspor. Bei diesem Verein trat er Ende September 2015 von seinem Amt zurück und wechselte etwa eine Woche später zu seinem vorherigen Verein Alanyaspor. Am 16. Januar 2017 trat Kalpar, als Cheftrainer von Aytemiz Alanyaspor, zurück.
Mitte April 2017 übernahm er mit Büyükşehir Gaziantepspor den starkabstiegsbedrohten Zweitligisten seiner Heimatstadt Gaziantep und sicherte mit diesem zum Saisonende souverän den Klassenerhalt.

## Erfolge

### Als Spieler
Mit Gaziantepspor
- Meister der TFF 1. Lig und Aufstieg in die Süper Lig: 1978/79
- Tabellenvierter der Süper Lig: 1980/81

### Als Trainer
Mit Yozgatspor
- Meister der TFF 1. Lig und Aufstieg in die Süper Lig: 1999/00

Mit Samsunspor
- Vizemeister der TFF 1. Lig und Aufstieg in die Süper Lig: 2010/11